# Valentin Tincler
Valentin Jacques Tincler, né le 26 février 1898 à Montignies-sur-Sambre et décédé le 7 août 1942  en déportation à Mauthausen-Gusen est un homme politique wallon membre du Parti communiste de Belgique.
Fils de Louis Joseph Tincler originaire de Couillet et d'une mère flamande originaire de Grammont, Tincler fut élu conseiller provincial de la province de Hainaut en 1938 et sénateur de l'arrondissement de Charleroi-Thuin l'année suivante.
Il fut le secrétaire politique de la fédération de Charleroi du PCB dans les années 1930, il fut poursuivi par les autorités judiciaires belges en raison de son action en faveur de l'Espagne républicaine, notamment l'aide aux belges voulant combattre dans les brigades internationales mais bénéficiera finalement d'un non-lieu.
Le 11 mai 1940, il est arrêté par les autorités belges avec les autres parlementaires communistes Isidore Heyndels, Henri Glineur, Désiré Desellier, Georges Cordier et Walter Noël, tous furent internés dans des camps situés dans le midi de la France.
Rentré en Belgique, il participe après l'invasion de l'URSS par l'Allemagne nazie en juin 1941 à la création de l'Armée belge des partisans. Il est arrêté par l'occupant allemand le 2 septembre 1941 et fut déporté en Allemagne où il décéda en août 1942.

## sources
- Liste de déportés